# 2096
Rok 2096 (MMLXLVI) gregoriánského kalendáře začne v neděli 1. ledna a skončí v pondělí 31. prosince.

## Předpokládané a naplánované události
- 6. června – 150. výročí vzniku National Basketball Association
- 21. června – 100. výročí premiéry filmu Zvoník u Matky Boží
- 23. listopadu – 100. výročí premiéry filmu Space Jam